# Basketball Club Žalgiris 2013-2014
Questa voce raccoglie le informazioni riguardanti il Basketball Club Žalgiris nelle competizioni ufficiali della stagione 2013-2014.

## Stagione
La stagione 2013-2014 del Basketball Club Žalgiris è la 21ª nel massimo campionato lituano di pallacanestro, la Lietuvos krepšinio lyga.

## Roster
Aggiornato al 14 luglio 2018.
| Žalgiris Kaunas 2013-14 | Žalgiris Kaunas 2013-14 |
| Giocatori               | Staff tecnico           |
| ----------------------- | ----------------------- |

| N. | Naz.                   | Ruolo | Nome                 | Anno | Alt.   | Peso   |  |
| -- | ---------------------- | ----- | -------------------- | ---- | ------ | ------ |  |
| 4  | Lituania (bandiera)    | G     | Vytenis Čižauskas    | 1992 | 188 cm | 85 kg  |  |
| 5  | Lituania (bandiera)    | C     | Artūras Gudaitis     | 1993 | 208 cm | 110 kg |  |
| 6  | Lituania (bandiera)    | A     | Tauras Jogėla        | 1993 | 203 cm | 90 kg  |  |
| 7  | Lituania (bandiera)    | AP    | Martynas Pocius      | 1986 | 196 cm | 90 kg  |  |
| 8  | Lituania (bandiera)    | P     | Vaidas Kariniauskas  | 1993 | 196 cm | 90 kg  |  |
| 9  | Estonia (bandiera)     | A     | Siim-Sander Vene     | 1990 | 202 cm | 97 kg  |  |
| 10 | Lituania (bandiera)    | AP    | Vytenis Lipkevičius  | 1989 | 195 cm | 95 kg  |  |
| 12 | Lituania (bandiera)    | AG    | Tadas Klimavičius    | 1982 | 204 cm | 107 kg |  |
| 13 | Lituania (bandiera)    | AG    | Paulius Jankūnas (C) | 1984 | 205 cm | 107 kg |  |
| 15 | Lituania (bandiera)    | C     | Robertas Javtokas    | 1980 | 211 cm | 120 kg |  |
| 16 | Lituania (bandiera)    | P     | Lukas Lekavičius     | 1994 | 180 cm | 76 kg  |  |
| 17 | Lituania (bandiera)    | A     | Donatas Tarolis      | 1994 | 202 cm | 90 kg  |  |
| 19 | Lituania (bandiera)    | P     | Šarūnas Jasikevičius | 1976 | 193 cm | 92 kg  |  |
| 20 | Lettonia (bandiera)    | G     | Kaspars Vecvagars    | 1993 | 193 cm | 83 kg  |  |
| 21 | Lituania (bandiera)    | G     | Artūras Milaknis     | 1986 | 195 cm | 90 kg  |  |
| 22 | Lituania (bandiera)    | C     | Mindaugas Kupšas     | 1991 | 217 cm | 116 kg |  |
| 23 | Lituania (bandiera)    | G     | Tomas Dimša          | 1994 | 196 cm | 82 kg  |  |
| 33 | Lituania (bandiera)    | C     | Kšyštof Lavrinovič   | 1979 | 209 cm | 108 kg |  |
| 55 | Stati Uniti (bandiera) | P     | Justin Dentmon       | 1985 | 183 cm | 84 kg  |  |

| Allenatore |
| - Īlias Zouros (fino al 28 ottobre) - Saulius Štombergas (dal 28 ottobre fino ad aprile) - Gintaras Krapikas (da aprile)                                |
| Assistente/i |
| - Gintaras Krapikas (fino ad aprile) - Saulius Štombergas (fino al 28 ottobre) - Priit Vene Legenda - (C) Capitano - (IN) Inattivo - Infortunato Roster |

## Mercato

### Sessione estiva
| Acquisti | Acquisti             | Acquisti           | Acquisti      | Acquisti |
| R.a      | Nome                 | da                 | Modalità      |          |
| -------- | -------------------- | ------------------ | ------------- | -------- |
| G        | Vytenis Čižauskas    | Valladolid         | fine prestito |          |
| AP       | Martynas Pocius      | Real Madrid        | definitivo    |          |
| P        | Šarūnas Jasikevičius | Barcellona         | definitivo    |          |
| G        | Kaspars Vecvagars    | Lietkabelis        | fine prestito |          |
| C        | Artūras Gudaitis     | Žalgiris Kaunas II | definitivo    |          |
| G        | Artūras Milaknis     | Prienai            | definitivo    |          |
| A        | Tauras Jogėla        | Lietkabelis        | fine prestito |          |
| P        | Justin Dentmon       | Cap. de Arecibo    | definitivo    |          |
| A        | Siim-Sander Vene     | Prienai            | fine prestito |          |
| C        | Mindaugas Kupšas     | Lietkabelis        | fine prestito |          |

| Cessioni | Cessioni             | Cessioni             | Cessioni       | Cessioni |
| R.       | Nome                 | a                    | Modalità       |          |
| -------- | -------------------- | -------------------- | -------------- | -------- |
| G        | Donnie McGrath       | Sptk. S. Pietroburgo | fine contratto |          |
| G        | Rimantas Kaukėnas    | Saski Baskonia       | fine contratto |          |
| AC       | Darjuš Lavrinovič    | Budivelnyk Kiev      | fine contratto |          |
| AG       | Mindaugas Kuzminskas | Málaga               | fine contratto |          |
| G        | Marko Popović        | Chimki               | fine contratto |          |
| C        | Mario Delaš          | Obradoiro            | fine contratto |          |
| P        | Oliver Lafayette     | Valencia             | fine contratto |          |
| G        | Adas Juškevičius     | Eisb. Bremerhaven    | fine contratto |          |
| C        | Jeff Foote           | Springfield Armor    | fine contratto |          |
| AP       | Marius Grigonis      | Peñas Huesca         | prestito       |          |

### Dopo l'inizio della stagione
| Acquisti | Acquisti | Acquisti | Acquisti | Acquisti |
| R.       | Nome     | da       | Data     | Modalità |
| -------- | -------- | -------- | -------- | -------- |

| Cessioni | Cessioni            | Cessioni    | Cessioni         | Cessioni    |
| R.       | Nome                | a           | Data             | Modalità    |
| -------- | ------------------- | ----------- | ---------------- | ----------- |
| P        | Vaidas Kariniauskas | Lietkabelis | 21 novembre 2013 | prestito    |
| C        | Kšyštof Lavrinovič  | Valencia    | 12 febbraio 2014 | rescissione |
| A        | Tauras Jogėla       | Nevėžis     | 2014             | prestito    |